# Сър Орфео
Сър Орфео (на английски: Sir Orfeo) е средноанглийски рицарски роман в поетична форма. Той преразказва историята на Орфей като крал, който спасява съпругата си от краля на феите. В началото поемата се описва като бретански лей и казва, че произлиза от вече несъществуващ текст, Lai d'Orphey.
Поемата датира от късния XIII или ранния XIV век. Тя представлява смес на древногръцкия мит за Орфей с келтска митология и фолклор за феите, въведени в английската култура чрез старофренските бретански леи на поети като Мари дьо Франс. Сър Орфео е запазен в три ръкописа, от които ръкописът Auchinleck, датиран около 1330 г., е най-старият.

## Сюжет
Сър Орфео, крал на Тракия, загубва съпругата си Юродис (Heurodis, Евридика) от краля на феите, който я открадва изпод присадено дърво (ympe-tre), обитавано от феи и я отвежда в своето подземно кралство. Смутен от това, Орфео напуска двора и се залутва в гора. След десет години той вижда Юродис да минава покрай него в компанията на свита от феи. Орфео ги последва до кралството на феите, където след това забавлява краля на феите като свири на арфа. Кралят, удовлетворен от неговата музика. му предлага шанс да си избере награда; той избира Юродис. Орфео се връща с Юродис и си възвръща трона. Последното действие в историята е изпитанието на верността на неговия наместник при завръщането му.

## Коментар
Поетът показва значително остроумие, съчетавайки митологичния Орфей, който се опитва и не успява да върне съпругата си от Хадес, подземния свят, с традиционните мотиви от историите за феи – набегът или ловът на феите, кралството на феите в отвъден свят, техните опити да отвлекат смъртни и магическите трансформации, претърпявани от онези, които са пленени от тях.
В началото на поемата Тракия се идентифицира като „старото име на Уинчестър“, с което на практика се обявява, че известният древногръцки мит ще бъде пренесен в британски контекст.
"This king sojournd in Traciens,
That was a cité of noble defens -
For Winchester was cleped tho
Traciens, withouten no.
Уникалната новост на поемата, в сравнение с класическия мит за Орфей и Евридика, е че подземният свят не е свят на мъртвите, а свят на хора, които са били отнесени, когато са били в момента на смъртта. В своята статия „The Dead and the Taken“ (Medium Aevum, 33, 1964) Д. Алън показва, че темата за друг свят от хора, в който хората са отведени в момента на смъртта (но не са мъртви) е добре установен елемент във фолклора и следователно показва фолклоризацията на историята за Орфей.
Това третиране на елементи от древногръцката митология е сходна с това на старофренския цикъл известен като Matière de Rome, съставена от древногръцка и римска митология, заедно с епизоди от историята на класическата античност, съсредоточаваща се върху военни герои като Александър Велики и Юлий Цезар, където главните герои анахростично се третират като рицари, не много различни от героите на chanson de geste
След смъртта на Джон Р. Р. Толкин синът му Кристофър Толкин открива неизгладен превод на Сър Орфео и я публикува в редактирана форма заедно със Сър Гауейн и Зеленият рицар и Перла.